# Emmanuel Lowy
Ne doit pas être confondu avec Emanuel Loewy.
Pour les articles homonymes, voir Lowy.
Emmanuel Lowy est un ancien entraîneur de football français. Son nom de naissance est Emmanuel Lévy.
Dans les années 1930, il est connu comme entraîneur de l'OGC Nice. À partir de 1937, et probablement jusqu'en 1946, il entraîne les SR Colmar en Division 2.